# Tåstrupgård
Tåstrupgård er i dag en større firlænget proprietærgård med beboelse på cirka 600 m². Gården ligger i Tåstrup i Ødum Sogn ved Hadsten.
Gården stammer fra 1771 og fremstår som et pudset stuehus samt avlslænger i røde mursten. Gården var oprindeligt sekslænget hvoraf de to havde grise i 2 etager.    
De gamle avlsbygningerne brændte i 1889, og efterfølgende er opført et til datiden moderne avlsproduktionsanlæg genopført.
Gården har i generationer været ejet og drevet af familien Blach og familien Mørck og hed frem til år 1945 Blachsgård. Tåstrupgårds areal udgjorde i 2012 97 hektar, men jorden er i dag bortforpagtet, og gården fungerer som privatbolig uden landbrug.
Gården var gennem år ejer af Ødum tørrestation hvor der gennem flere blev tørret lucernemel og under 2. verdenskrig forsøgt med tobak.  
Gården havde havde fra år 1910 egen produktion af el fra vandmølle i Spørring Å.